# Simandlmaisalm
Die Simandlmaisalm (auch: Simandl-Maisalm, Simandlalm oder Zellgrubenmaisalm) ist eine Alm im Seehauser Forst auf dem Gebiet der Gemeinde Ruhpolding.
Der Kaser der Simandlmaisalm steht unter Denkmalschutz und ist unter der Nummer D-1-89-140-161 in die Bayerische Denkmalliste eingetragen.

## Baubeschreibung
Beim Kaser der Simandlmaisalm handelt es sich um einen überkämmten Blockbau mit einem erneuerten Flachsatteldach mit Legschindeldeckung. Die Firstpfette ist mit dem Jahr 1792 bezeichnet.

## Heutige Nutzung
Die Simandlmaisalm ist bestoßen, jedoch nicht bewirtet.

## Lage
Die Simandlmaisalm liegt südwestlich von Ruhpolding östlich unterhalb des Sulzgrabenkopfs in einer warmen, windgeschützten Lage auf einer Höhe von 1220 m ü. NN.